# Liven
Die Liven (seltener auch Livonen oder Livonier) sind mit etwa 230 Angehörigen ein nahezu ausgestorbenes Volk in Lettland. Sie leben an der Küste des nördlichen Kurlands, hauptsächlich im Ort Kolka. Livland trägt seinen Namen nach den schon im Mittelalter ausgestorbenen östlichen Liven (Gauja-Liven). Heute sprechen die Liven lettisch; die livische Sprache, die zur Familie der finno-ugrischen Sprachen gehörte und näher mit dem Estnischen verwandt war, ist im 21. Jahrhundert ausgestorben.

## Bezeichnung
Die Eigenbezeichnung der Liven war in der Zeit vor dem Zweiten Weltkrieg durch zwei verschiedene Namen geprägt. Während sich die Westliven, angesiedelt im Küstenbereich der heutigen Landkreise Talsi und Ventspils, als rāndalizt (dt. Küstenbewohner) bezeichneten, nannten sich die in den Landkreisen Riga und Limbaži angesiedelten Liven kalmied (dt. Fischer). Nach dem Zweiten Weltkrieg kamen jedoch auch die vermutlich auf Fremdeinflüsse geprägten Bezeichnungen līvõd und līvlizt auf. Die Etymologie der heute verwendeten Bezeichnung als Liven ist demnach wahrscheinlich auf die im 12. und 13. Jahrhundert begonnenen Fremdherrschaften zurückzuführen.

## Geschichte

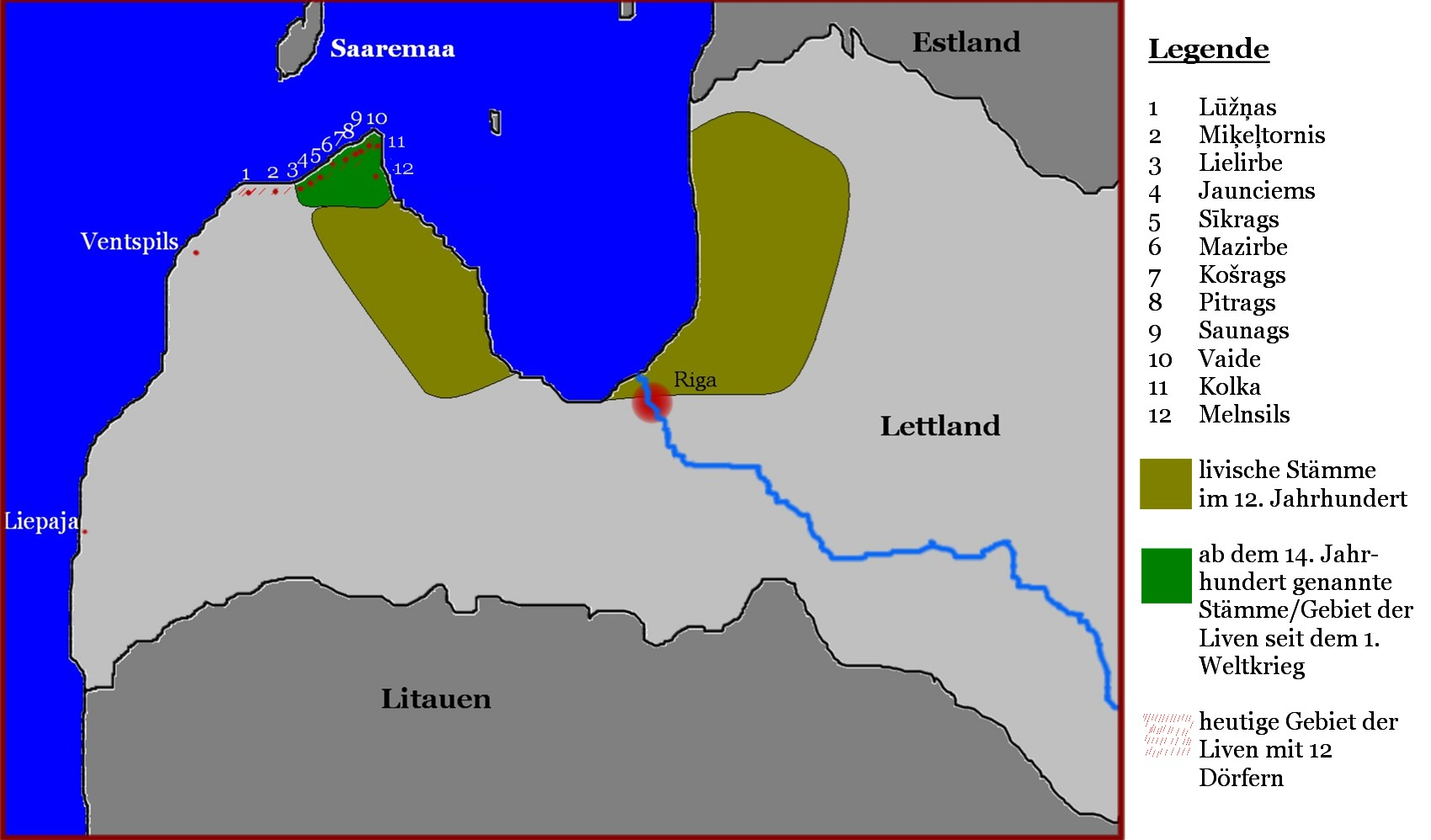
Die Verbreitung der Liven im historischen Kontext

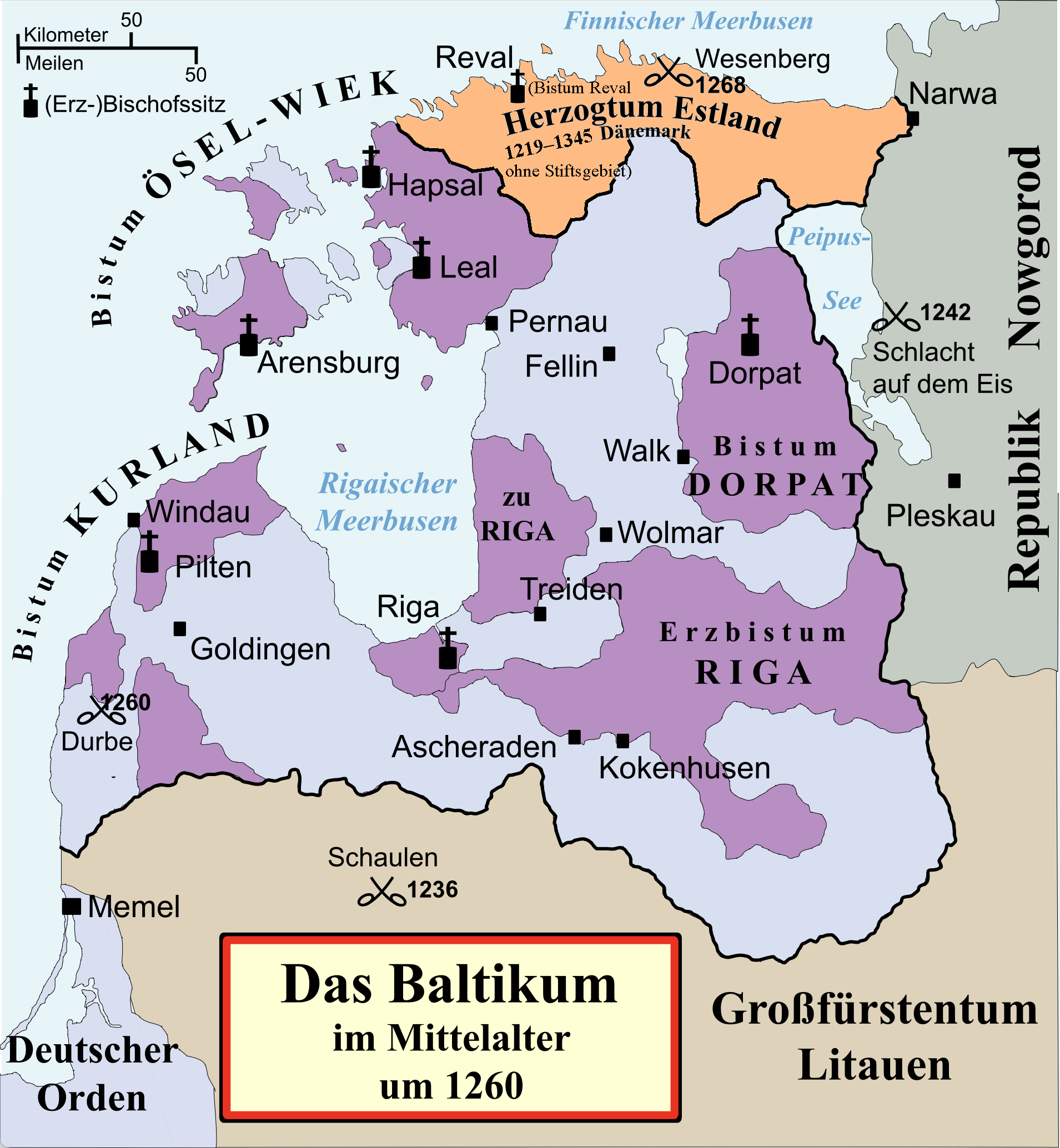
Livländische Konföderation

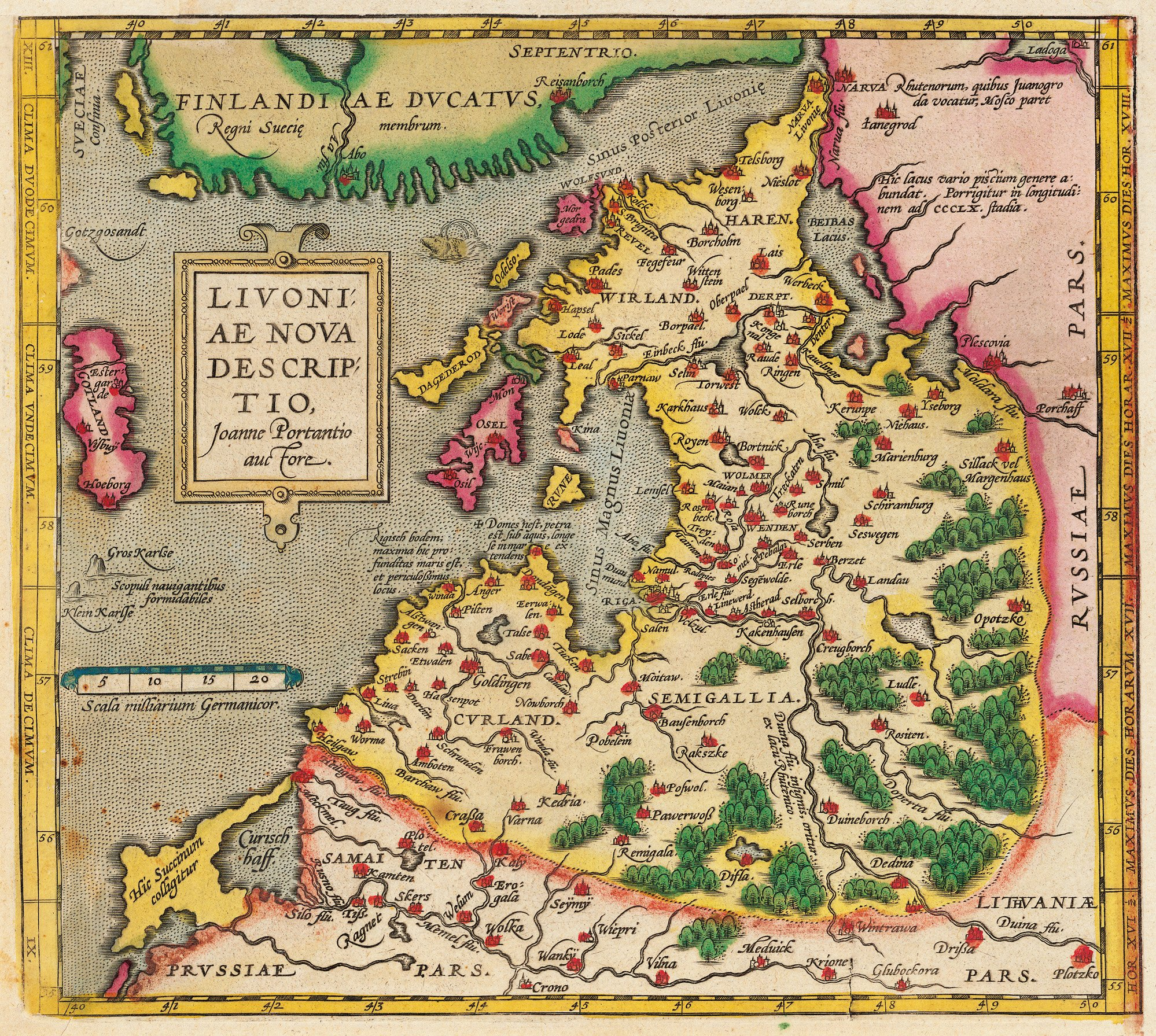
Alte Karte Livlands
Joannes Portantius, 1573

Erstmals namentlich angeführt wurden die Liven in der Nestorchronik (12. Jahrhundert) und dann in der Livländischen Chronik Heinrichs von Lettland (13. Jahrhundert). Erwähnt werden hier Siedlungen an den Küstenbereichen der östlichen und westlichen Rigaer Bucht. Über livische Siedlungen im nördlichen Kurland wurde erstmals im 14. Jahrhundert berichtet. Die Zahl der Liven wird für diese Zeit auf 15.000 bis 28.000 geschätzt. Das Vorkommen livischer Stämme reicht nach Ansicht der Wissenschaft bis ins 3. Jahrtausend v. Chr. zurück.
Zwischen dem 12. und 16. Jahrhundert war die historische Landschaft Livland, das neben dem relativ kleinen Siedlungsraum der Liven vor allem estnische, kurische und lettische Gebiete einschloss, eine wirtschaftlich bedeutendsame Region, deren Holz- und Hanfexporte zu Englands Aufstieg zur Seemacht in bedeutendem Umfang beitrugen. Bis 1561 war der Ordensritterstaat Kern der Livländischen Konföderation. Eine der vier Standesvereinigungen baltischer Adliger trägt noch heute den Namen Livländische Ritterschaft. Livland wurde schließlich zwischen Estland und Lettland aufgeteilt. 
Einer der ersten, der die Kultur der Liven beschrieb, war Carl Johann Wilhelm Julius Hillner (1813–1868), der von 1836 bis 1849 Pastor in Rinda (zwischen  Dundaga und Ventspils) war. 1847 erschien sein Buch Die Liven an der Nordküste von Kurland.
2006 gab es noch 14 Dörfer und Siedlungen der Liven. Bei der Volkszählung im Jahre 2000 gaben 180 Personen an, Liven zu sein, bei der Volkszählung 2011 waren es 250.
In Mazirbe steht ein livisches Kulturhaus mit der grün-weiß-blauen Flagge. Seit 1989 feiern die Liven am ersten Sonntag im August das Ende der Unterdrückung und des Assimilationszwanges nationaler Minderheiten in der ehemaligen Sowjetunion.

## Sprache
Die Sprache der Liven heißt Livisch und gilt seit 2013 als ausgestorben.

## Symbole
Die Symbolik, welche durch Flagge und Hymne dargestellt wird, ist in Bezug auf die Liven weit mehr als ein Ausdruck von National- oder Regionalbewusstsein. Die Flagge erzählt eine Geschichte, mit der sich jeder Live identifizieren kann (oder zumindest einst konnte), die Hymne spricht von einer Liebe, die sich in jedem einzelnen Wort widerspiegelt.

### Livische Flagge

Livische Flagge

Die livische Flagge besteht aus den Farben Grün, Weiß und Blau, welche im Verhältnis 2:1:2 stehen. Blau steht hierbei für das Meer, Weiß für den Strand und Grün für die Wälder. Man sagt, die Flagge beschreibe den Blick von der See aus auf das Festland: Der Fischer sieht zunächst das blaue Meer, während der Blick dann zu den weißen Stränden mit den dahinter liegenden grünen Wäldern führt.

### Die Hymne der Liven
Der Text der livischen Hymne, Min izāmō, wurde vom kurländischen Dichter Kōrli Stalte verfasst. Er stellt die Symbiose der Liven mit der See dar. Die von Fredrik Pacius stammende Melodie liegt auch der finnischen und der estnischen Nationalhymne zugrunde.